# Ferrovia Venezia-Trieste (alta velocità)
La ferrovia ad alta velocità Venezia-Trieste è un progetto di linea ferroviaria ad alta velocità - alta capacità (AV-AC).
Il Progetto Preliminare, a cura di Italferr, è stato consegnato nel 2010. L'iter è proseguito fino alla Valutazione di Impatto Ambientale (VIA) la quale però non è mai stata completata; nel frattempo varie considerazioni politiche ed economiche hanno portato allo sviluppo di soluzioni alternative incentrate sul potenziamento della linea esistente.
È previsto, con il D.M. Italia Veloce, l'avanzamento del progetto.

## Storia
Durante la fase iniziale il progetto prevedeva l'affiancamento all'autostrada A4 per la maggior parte del percorso. Nello stesso periodo infatti si progettava la costruzione della terza corsia autostradale ed era previsto di sfruttare le sinergie fra i due progetti, come avverrà qualche anno dopo fra l'autostrada BreBeMi e la nuova linea ad alta velocità Treviglio - Brescia.
A fine anni 2000 il tracciato fu cambiato per volere della Regione Veneto, nella persona dell'allora Assessore Renato Chisso , con la motivazione ufficiale di voler accelerare l'iter per la terza corsia e risparmiare sulla ricostruzione dei cavalcavia. La Regione Veneto chiese ad Italferr di riprogettare il tratto Aeroporto Marco Polo - Portogruaro con un tracciato più vicino alla costa, mentre la tratta friulana da Portogruaro a Monfalcone rimase in affiancamento all'A4; questo è il progetto preliminare presentato nel 2010.
Il progetto del 2010 ha incontrato l'opposizione della gran parte dei cittadini e delle istituzioni coinvolte, soprattutto nella tratta veneta detta "litoranea". In seguito è stato nominato un commissario governativo con l'incarico di studiare possibili alternative a partire dal potenziamento della linea storica ed il suo eventuale quadruplicamento in sede. Nel frattempo RFI Spa ha iniziato alcuni lavori di ammodernamento dei binari esistenti, concentrandosi in particolare sull'impiantistica ed il sistema di segnalamento, con l'obiettivo di innalzare a 200 km/h la velocità massima su buona parte della tratta da Mestre a Monfalcone.
Dopo il Progetto Preliminare del 2010 il tracciato litoraneo non ha più visto finanziamento né sviluppi nell'iter.

## Caratteristiche
Il Progetto Preliminare del 2010 prevede nuovi binari per una lunghezza di 155 chilometri; lo standard progettuale è quello delle nuove linee ad alta velocità, ovvero una velocità di tracciato di 300 km/h, con alimentazione a 25 kV CA 50 Hz e segnalamento unificato ERTMS.

## Percorso
|  | Head station |

|  | Unknown route-map component "ABZg+l" + Unknown route-map component "lhSTRa@f" | Unknown route-map component "KDSTeq" |

| Unknown route-map component "WDOCKSaq" | Unknown route-map component "WFILL" + Unknown route-map component "lhMSTR" + Straight track | Unknown route-map component "WDOCKSeq" |

| Stop on track + Unknown route-map component "lhSTRe@g" |

|  | Unknown route-map component "ABZg+l" | Unknown route-map component "KDSTeq" |

| Unknown route-map component "exLSTR+l" | Unknown route-map component "eABZg+r" |  |

| Unknown route-map component "exLSTR" + Unknown route-map component "lCSTRa@g" | Station on track |  |

| 257+907 |
| 0+000   |

| Unknown route-map component "extCSTRe" | Junction both to and from left | Unknown route-map component "CONTfq" |

| Unknown route-map component "extSTR" | Unknown route-map component "ABZgl" | Unknown route-map component "CONTfq" |

| Unknown route-map component "extSTR" | One way leftward | Unknown route-map component "CONTfq" |

| Unknown route-map component "extKRWl" | Unknown route-map component "extKRW+r" |  |

|  | Unknown route-map component "extSTR" |

|  | Unknown route-map component "extBHF" |

|  | Unknown route-map component "extSTR" |

|  | Unknown route-map component "extSTR" |

|  | Unknown route-map component "exCSTRe@f" + Unknown route-map component "PORTALg" |

|  | Unknown route-map component "exLSTR" |

| Unknown route-map component "exhLKRZWae" + Unknown route-map component "GRZq" |

|  | Unknown route-map component "exLSTR" |

|  | Unknown route-map component "exhLKRZWae" |

|  | Unknown route-map component "exLSTR" |

|  | Unknown route-map component "extSTRa" |

| Unknown route-map component "extSTR" |

|  | Unknown route-map component "extSTR" |

|  | Unknown route-map component "extSTRc2" | Unknown route-map component "extSTR3" | Unknown route-map component "STR+l" | Unknown route-map component "CONTfq" |

|  | Unknown route-map component "extSTR+1" | Unknown route-map component "extSTRc4" | Straight track |  |

|  | Unknown route-map component "extSTRe" |  | Unknown route-map component "ekABZg3" |  |

|  | Unknown route-map component "exSTRl" | Unknown route-map component "exkABZr+12" | Unknown route-map component "STR+k34" |  |

|  |  | Unknown route-map component "ekABZg+4" |

| Unknown route-map component "+d" |  | Unknown route-map component "STR2" | Unknown route-map component "dSTRc3" |

|  | Unknown route-map component "d" | Unknown route-map component "CONTr+f" | Unknown route-map component "STRc1" | Unknown route-map component "dSTR+4" |

| Unknown route-map component "d" |  | Unknown route-map component "kABZg2" |  | Straight track |

|  | Unknown route-map component "d" | Unknown route-map component "STR+k12" | Unknown route-map component "kABZl+34" | Unknown route-map component "dSTRr" |

| Unknown route-map component "kABZg+1" |

| 131+315 |
| 13+687  |

| Unknown route-map component "eHST" |

| Unknown route-map component "eDST" |

| Stop on track |

| Unknown route-map component "BRK3" |

|  | Unknown route-map component "ABZgl" | Unknown route-map component "dSTRq" + Unknown route-map component "dPORTALl" | Unknown route-map component "tdSTR+r" |

|  | Unknown route-map component "d" | Unknown route-map component "v-STR" | Unknown route-map component "d" | Unknown route-map component "tABZgl+l" | Unknown route-map component "tdCONTfq" |

|  | Unknown route-map component "ABZg+l" | Unknown route-map component "dSTRq" + Unknown route-map component "dPORTALl" | Unknown route-map component "tdSTRr" |

|  | Unknown route-map component "exKDSTa" | Straight track |  |  |

|  | Unknown route-map component "exKRWgl" | Unknown route-map component "eKRWg+r" |  |  |

|  | Unknown route-map component "exKRWg+l" | Unknown route-map component "eKRWgr" |  |  |

|  | Unknown route-map component "exDST" | Straight track |  |  |

|  | Unknown route-map component "exSTR" | End station |  |  |

|  | Unknown route-map component "exCONTf" |

Il tracciato è diviso in 4 sub-tratte:
1. Venezia Mestre - Aeroporto Marco Polo: la linea dovrebbe diramarsi a partire dalla stazione di Mestre, in direzione della laguna di Venezia, con una rampa in discesa che curva subito verso Est. Il tracciato prosegue in trincea o galleria sotto le zone di Via Torino, Forte Marghera e Campalto, per terminare in una stazione sotterranea passante collegata all'aerostazione. È previsto l'utilizzo degli esistenti binari per collegare Venezia Mestre con la stazione Venezia Santa Lucia, che verrà saltata dai treni diretti verso Trieste ed usata solo per i treni terminanti o originanti da Venezia;
2. Aeroporto Marco Polo - Portogruaro: da Tessera prevede il passaggio della linea prima verso nord aggirando Altino per poi curvare nuovamente verso sud verso il litorale adriatico, ma restando sempre ad almeno 20-30 chilometri di distanza dalle spiagge, quali Lido di Jesolo, Eraclea e Caorle. In seguito volgerebbe a nord per riavvicinarsi all'autostrada A4 in prossimità di Lison, a venti chilometri dal confine con il Friuli-Venezia Giulia;
3. Portogruaro - Ronchi dei Legionari: la linea corre in affiancamento all'A4;
4. Ronchi dei Legionari - Trieste: la linea si sviluppa prevalentemente in galleria sotto il Carso.